# Tatyana Arntgolts
Tatyana Albertovna Arntgolts (em russo: Татьяна Альбертовна Арнтгольц; 18 de março de 1982) é uma atriz russa de teatro e cinema.

## Biografia
Os gêmeos Tatyana e Olga nasceram em Kaliningrado, RSFS Rússia, União Soviética, em uma família de atores do Teatro Dramático Regional de Kaliningrado: o artista honorário russo Albert Arntgolts e a atriz Valentina Arntgolts. Olga Arntgolts, sua gêmea idêntica, também é atriz. As duas irmãs estudaram na Escola de Teatro MS Schepkin, em Moscou.
Em 2008, se casou com o ator Ivan Zhidkov. Em setembro de 2009, ela deu à luz sua filha Maria em Moscou. Eles se divorciaram no verão de 2013.

## Carreira profissional
Em 1999, estreou como atriz na série de drama juvenil Prostiye istiny (A simples verdade), na qual interpretou a aluna Katya Trofimova.

## Filmografia
| Ano  | Título (em inglês)                                                                          | Personagem                                |
| ---- | ------------------------------------------------------------------------------------------- | ----------------------------------------- |
| 2006 | Genius Hunt (Охота на гения)                                                                | repórter                                  |
| 2006 | Under the hail of bullets (Под ливнем пуль) Confrontation (Противостояние) film = 3 + 4 ep. | enfermeira                                |
| 2006 | Midlife crisis, or the Fab Four (Бес в ребро, или Великолепная четвёрка)                    | Catarina                                  |
| 2006 | Leningradets (Ленинградец)                                                                  | Anjuta                                    |
| 2006 | Cactus and Elena (Кактус и Елена)                                                           | Elena                                     |
| 2006 | And yet I Love… (И всё-таки я люблю…)                                                       | Vera                                      |
| 2007 | Gloss                                                                                       | Oksana                                    |
| 2007 | Stronger than Fire (Сильнее огня) o Two and the War (Двое и Война)                          | Marina Samoylova                          |
| 2008 | That night the angels cried (Этим вечером ангелы плакали)                                   | Tanya                                     |
| 2008 | Testament's wedding (Брак по завещанию)                                                     | Alexandra Kozintseva alias Sandra Seymour |
| 2008 | Daughter (Дочка)                                                                            | Lera Ivanova                              |
| 2009 | Cuties (Лапушки)                                                                            | stripper Natasha                          |
| 2009 | Heart of the Enemy (Сердце врага)                                                           | Elsa Vesling                              |
| 2010 | Grass under the snow (Трава под снегом)                                                     | Lesya                                     |
| 2011 | Furtseva. Legend of Catherine (Фурцева. Легенда о Екатерине)                                | Catherine Furceva                         |
| 2011 | Testament's wedding. Returning Sandra (Брак по завещанию. Возвращение Сандры)               | Alexandra Kozintseva alias Sandra Seymour |
| 2011 | Pure gold (Чистая проба)                                                                    | Julia                                     |
| 2012 | Swallow's Nest (Ласточкино гнездо)                                                          | Ida                                       |
| 2012 | Victoria (Виктория)                                                                         | Victoria                                  |
| 2012 | Snipers: Love under the gun (Снайперы: Любовь под прицелом)                                 | Catherine Rodionova                       |
| 2013 | Second revolt of Spartacus (Второе восстание Спартака)                                      |                                           |
| 2013 | Night Swallows (Ночные ласточки)                                                            | Eugenia Zvonaryova                        |
| 2013 | Testament's wedding. Firewalking (Брак по завещанию. Танцы на углях)                        | Alexandra Kozintseva alias Sandra Seymour |
| 2014 | The Champions (Чемпионы)                                                                    | Elena Berezhnaya                          |
| 2014 | Photographer (Fotograf)                                                                     | Natasha                                   |
| 2014 | Temptation / Repentance (Соблазн / Раскаяние)                                               | Vera Matveyeva                            |
| 2015 | Cult (Культ)                                                                                | Nadezda Ljubavina                         |
| 2015 | The past can wait (Прошлое умеет ждать)                                                     | Polina Kirsanova                          |
| 2015 | Argentina (Аргентина)                                                                       | Olga Metelska                             |
| 2016 | 25th Hour (25-й час)                                                                        | Anna Gromova                              |
| 2017 | Provocateur (Провокатор)                                                                    | Alina                                     |
| 2017 | The Monk (Монах)                                                                            | Catarina                                  |
| 2017 | The lure of an angel (Наживка для ангела)                                                   | Dasa Panteleyeva                          |
| 2017 | Double life (Двойная жизнь)                                                                 | Nadezda Stroyeva                          |
| 2018 | New person (Новый человек)                                                                  | Irina                                     |